# Potomac (Illinois)
Potomac é uma vila localizada no estado americano de Illinois, no Condado de Vermilion.

## Demografia
Segundo o censo americano de 2000, a sua população era de 681 habitantes.
Em 2006, foi estimada uma população de 663, um decréscimo de 18 (-2.6%).

## Geografia
De acordo com o United States Census Bureau, Potomac tem uma área de 1,3 km², dos quais 1,3 km² são cobertos por terra e 0,0 km² cobertos por água. A vila localiza-se a aproximadamente 204 metros acima do nível do mar.

## Localidades na vizinhança
O diagrama seguinte representa as localidades num raio de 20 km ao redor de Potomac.